# Borrenes (kommun)
Borrenes är en kommun i Spanien.   Den ligger i provinsen Provincia de León och regionen Kastilien och Leon, i den nordvästra delen av landet, 300 km nordväst om huvudstaden Madrid. Antalet invånare är 385. Arean är 36 kvadratkilometer. Borrenes gränsar till Carucedo, Carracedelo, Ponferrada, Priaranza del Bierzo, Benuza och Puente de Domingo Flórez. 
Terrängen i Borrenes är kuperad.